# Lengyel Pál (rendező)
Lengyel Pál (Diósgyőr, 1943. október 4. – Budapest, 2012. február 18.) magyar színházrendező, Blattner Géza-díjas bábszínházi rendező, színészpedagógus.

## Életpályája
1964-ben alapította a miskolci Manézs Amatőr Színpadot, melynek 1975-ig rendezője volt. Hivatásos rendezőként a kaposvári Csiky Gergely Színházban kezdte pályáját. 1978-ban kapott diplomát a Színház- és Filmművészeti Főiskolán. 1981-től az Állami Bábszínház (jelenleg Budapest Bábszínház) rendezője, főrendezője. Az 1992-ben létrejött Kolibri Színház alapító tagjaként szerepet vállalt az új együttes stílusának formálásában, majd visszatért a Budapest Bábszínházba, ahol társulati tagként, illetve vendégként haláláig dolgozott. Budapesti munkája mellett gyakran vállalt vendégrendezést más színházakban és vidéki bábszínházakban, rendezései mellett több helyen vezetett kurzusokat bábszínészetből, színészmesterségből. Egyik vezető tanára volt a Színház- és Filmművészeti Egyetem első (1999-ben végzett) bábszínész osztályának. Számos tanfolyamon tanított amatőr színházi és bábszínházi rendezőket határon innen és túl. Előadásait számos hazai és külföldi fesztiválon díjazták. 1997-től a Magyar Bábművészek Szövetségének elnöke volt. Munkásságát 2003-ban Blattner Géza-díjjal ismerték el. Ugyancsak 2003-tól volt az egri Harlekin Bábszínház igazgatója.

## Díjai, elismerései
- Blattner Géza-díj (2003)
- A Magyar Köztársasági Érdemrend lovagkeresztje (2010)